# 4155 Watanabe
4155 Watanabe eller 1987 UB1 är en asteroid i huvudbältet som upptäcktes den 25 oktober 1987 av de båda japanska astronomerna Seiji Ueda och Hiroshi Kaneda i Kushiro. Den är uppkallad efter den japanske astronomen Kazuro Watanabe.
Asteroiden har en diameter på ungefär 6 kilometer.